# Colostygia nigricata
Colostygia nigricata är en fjärilsart som beskrevs av Culot 1917/1919. Colostygia nigricata ingår i släktet Colostygia och familjen mätare. Inga underarter finns listade i Catalogue of Life.